# Gas Huffer
I Gas Huffer sono stati una band garage rock dello stato di Washington, formatasi nel 1989 e scioltasi nel 2006.
I Gas Huffer hanno suonato il loro ultimo concerto - chiamato il The Last Huffer - al Crocodile Cafe di Seattle il 14 gennaio 2006, con i Girl Trouble di Tacoma e i Canned Hamm di Vancouver come warm-up.

## Lineup
- Matt Wright - voce, chitarra
- Tom Price - chitarra
- Don Blackstone - basso
- Joe Newton - batteria

## Discografia

### Album studio
- 1991 - Janitors of Tomorrow, (Empty Records)
- 1992 - Integrity, Technology & Service, (Empty Records)
- 1994 - One Inch Masters, (Epitaph Records)
- 1996 - The Inhuman Ordeal of Special Agent Gas Huffer, (Epitaph Records)
- 1998 - Just Beautiful Music, (Epitaph Records)
- 2002 - The Rest of Us, (Estrus Records)
- 2005 - Lemonade for Vampires, (Estrus Records)

### EP
- 1992 - Beer Drinkin' Cavemen from Mars, (Empty Records)
- 1993 - The Shrill Beeps of Shrimp, (Empty Records)

### Singoli
- 1989 - Firebug
- 1990 - Ethyl
- 1992 - Mole
- 1992 - Washtucna Hoe-down
- 1992 - Beer Drinking Cavemen from Mars/Hotcakes
- 1996 - Ooh Ooh Ooh!/Flaming Star
- 2000 - Rotten Egg/Old Summertime

#### Split
- 1991 - King of Hubcaps split con i Fastbacks
- 1992 - Knife Manual/You Stupid Asshole split con i Mudhoney
- 1992 - Bad Guy Reaction split con i Supercharger
- 1994 - Teach Me to Kill split con i Red Aunts

### Apparizioni in compilation
- Tracks and Fields: Kill Rock Stars Compilation
- Runnin' On Fumes
- Punk-O-Rama Vol. 4: Straight Outta The Pit
- Punk-O-Rama Vol. 3
- All Punk Rods!
- Hype! The Motion Picture Soundtrack
- Twisted Willie
- Bite Back: Live At The Crocodile Cafe
- Punk-O-Rama Vol. 1
- Dope, Guns 'N Fucking In The Streets Vols. 4-7
- Teriyaki Asthma Vols. 1-5
- Bobbing For Pavement: The Rathouse Compilation
- Empty Records Sampler
- Playin with my skin flute- The Joe Newton Solo Compilation